# Der Weg einer Freiheit
Der Weg einer Freiheit est un groupe de metal extrême allemand, originaire de Wurtzbourg.

## Biographie
Nikita Kamprad rencontre Tobias Jaschinski pour créer le groupe Frostgrim. Il se dissout six mois plus tard car ils n'arrivent pas à s'entendre sur un style commun. Ils forment Der Weg Einer Freiheit. Par ailleurs, ils jouent dans le groupe deathcore Fuck Your Shadow From Behind. Ils enregistrent chez eux avec une boîte à rythmes un premier album autoproduit en 200 exemplaires qui sort en février 2009. Il est réenregistré l'année suivante par Viva Hate Records le 7 mai 2010. La publication suivante est l'EP Agonie en juillet 2011. Après son enregistrement, Christian Bass annonce son départ du groupe. Il est remplacé par Tobias Schuler.
Depuis sa création, le groupe joue à côté de célébrités comme Wolves in the Throne Room, Neaera, The Black Dahlia Murder, War from a Harlots Mouth ou Despised Icon. En 2011, le groupe est présent au Summer Breeze Open Air, au Barther Metal Open Air sur la même scène que Skyforger, Finsterforst, Postmortem, Kromlek et Svartsot, ainsi qu'au Wolfszeit Festival en compagnie d'Eisregen, Fimbulvet, Wolfchant, Heidevolk, Equilibrium, Primordial, Varg et Watain.
Le 29 juin 2012, le groupe sort son deuxième album Unstille chez Viva Hate Records. Le mois suivant, il vient au Extremefest, puis fait la première partie de The Black Dahlia Murder et de Darkest Hour. Le 8 octobre, le groupe fait savoir le départ du chanteur Tobias Jaschinsky. Le guitariste Nikita Kamprad prend aussi le chant. Début mars 2013, le groupe fait une tournée en compagnie de Heretoir et d'Agrypnie en Allemagne, en Autriche et en Suisse. En 2015, Der Weg einer Freiheit participe au Hellfest.

## Style musical
Les chansons du groupe sont principalement orientées black metal, avec des jeux de guitare très mélodiques. Kamprad explique s'inspirer de Orlog, 1349, Negator et Imperium Dekadenz, ainsi que de Naglfar,,, Drautran, Nocte Obducta, Emperor et Dissection,. Michael Bembas de Metal-News.de compare le groupe à Agrypnie.
Les textes des chansons représentent « des sentiments et sensations personnelles, les regrets du passé, et les problèmes de société » ainsi que « la peur, la solitude et le désespoir. » Jusqu'à l'album Finisterre, les textes sont exclusivement en allemand.

## Discographie

### Albums studio
- 2009 : Der Weg einer Freiheit
- 2011 : Agonie (EP)
- 2012 : Unstille
- 2015 : Stellar
- 2017 : Finisterre
- 2021 : Noktvrn

### Compilations & Live
- 2019 : Live in Berlin (Concert enregistré le 14 octobre 2017 au Lido, à Berlin)